# Timonius fuscus
Timonius fuscus là một loài thực vật có hoa trong họ Thiến thảo. Loài này được (Korth.) Walp. miêu tả khoa học đầu tiên năm 1852.